# Llista d'aqüeductes

## Brasil
- Aqüeducte Carioca - Rio de Janeiro
- Aqüeducte Candelaria - Candelaria a Rio Grande do Sul
- Aqüeducte del Riu Gran - ubicat a la seu de Pedra Branca State Park - La fam Pau - Taquan, RJ. Construït en el segle xx, finals del segle xix i principis. Fi de proveir la població resident a les proximitats de Pedra Branca massís en Jacarepaguá descarregat.

## Espanya
- Aqüeducte de Mèrida - Mèrida
- Aqüeducte de Segòvia - Segòvia
- Aqüeducte de Tarragona - Tarragona
- Aqüeducte d'Alpont
- Aqüeducte de Sant Rafel
- Pont de Can Vernet
- Aqüeducte de Santa Llúcia
- Aqueducte de Barcelona

## França
- Pont del Gard - districte de Nimes
- Aqüeducte de Metz Gorze - Metz

## Grècia
- Aqüeducte de Eupalinos - Illa de Samos

## Itàlia
L'antiga Roma estava abastida per catorze aqüeductes que eren:
- Aqua Appia (fet per Appi Claudi Cec el 313 aC)
- Anio Vetus (iniciat per Marc Curi Dentat el 273 aC)
- Aqua Marcia (fet per Quint Marci Rex el 144 aC)
- Aqua Tepula (fet per Gneu Servili Cepió i Gai Cassi Longí el 127 aC)
- Aqua Julia (fet per Marc Vipsani Agripa el 33 aC)
- Aqua Virgo (Marc Vipsani Agripa)
- Aqua Alsietina (August)
- Aqua Claudia (començat per Calígula el 36 i acabat per Claudi el 50)
- Anio Novus (començat per Calígula el 36 i acabat per Claudi el 50)
- Aqua Crabra o Damnata (abandonat per ser l'aigua dolenta)
- Aqua Trajana (Trajà)
- Aqua Alexandrina (Alexandre Sever)
- Aqua Septimiana (Septimi Sever)
- Aqua Algentia (constructor desconegut)

Fora de Roma, destaquenː
- Aqueducte històric de Gènova

## Portugal
- Aqüeducte d'Água de Prata - Évora
- Aqüeducte das Águas Livres - Lisboa
- Aqüeducte de Amoreira - Elvas
- Aqüeducte de Fonte dos Canos - Torres Vedras
- Aqüeducte de Óbidos - Óbidos
- Aqüeducte de Setúbal - Setúbal
- Aqüeducte de São Sebastião - Coimbra
- Aqüeducte de Santa Clara - Vila do Conde
- Aqüeducte do mosteiro de São Cristóvão - São Cristóvão de Lafões
- Aqüeducte dos Pegões - Tomar
- Aqüeducte no Cabo Espichel - Parròquia de Castelo (Sesimbra) - Ajuntament de Sesimbra - Districte de Setúbal
- Aqüeducte d'Arruda dos Vinhos - Arruda dos Vinhos
- Aqüeducte do Vilarinho - Miranda do Douro